# خيري خلفان
خيري خلفان خيري الحمادي (مواليد 1 نوفمبر 1981) لاعب كرة قدم إماراتي يجيد اللعب في الدفاع.
لعب سابقاً في أندية الوحدة والظفرة و الإمارات والعربي و حتا والحمرية .